# Digitaria velutina
Digitaria velutina är en gräsart som först beskrevs av Peter Forsskål, och fick sitt nu gällande namn av Ambroise Marie François Joseph Palisot de Beauvois. Digitaria velutina ingår i släktet fingerhirser, och familjen gräs. Inga underarter finns listade i Catalogue of Life.